# George Baldry
George William Baldry (26 tháng 5 năm 1911 – 1987) là một cầu thủ bóng đá người Anh thi đấu ở vị trí tiền vệ chạy cánh.